# 峨和县
峨和县，中国古县名。
唐朝天宝十一载（752年）設置，治所位於現今中華人民共和國四川省茂县西北的永鎮，當時隸屬於翼州。後來峨和县被廢除。